# Palma Violets
Palma Violets war eine vierköpfige britische Indie-Rock-Band aus dem Londoner Stadtbezirk Lambeth. Sie wurde 2011 gegründet und bestand aus Sam Fryer, Chilli Jesson, Pete Mayhew und Will Doyle. 2016 trennte sich die Formation.

## Geschichte

### 2011: Gründung
Die Rockband Palma Violets wurde 2011 von den damals 18-jährigen Freunden Samuel Thomas Fryer, Jeffery Peter Mayhew und William Martin Doyle in London gegründet, die während ihrer Jugend dasselbe Internat besuchten und dort bereits früh Teil einer Schulband waren. Auf dem Reading Festival lernte man den damals 16-jährigen Alexander „Chilli“ Jesson kennen und bot ihm erst an, der Manager des Bandleaders Fryer zu werden. Wenig später wurde dieser als Bassist und Songschreiber zu einem zentralen Bestandteil der Formation, durch sein kreatives Talent maßgeblich beteiligt am Erfolg.

### 2012–2014: Durchbruch und Debütalbum

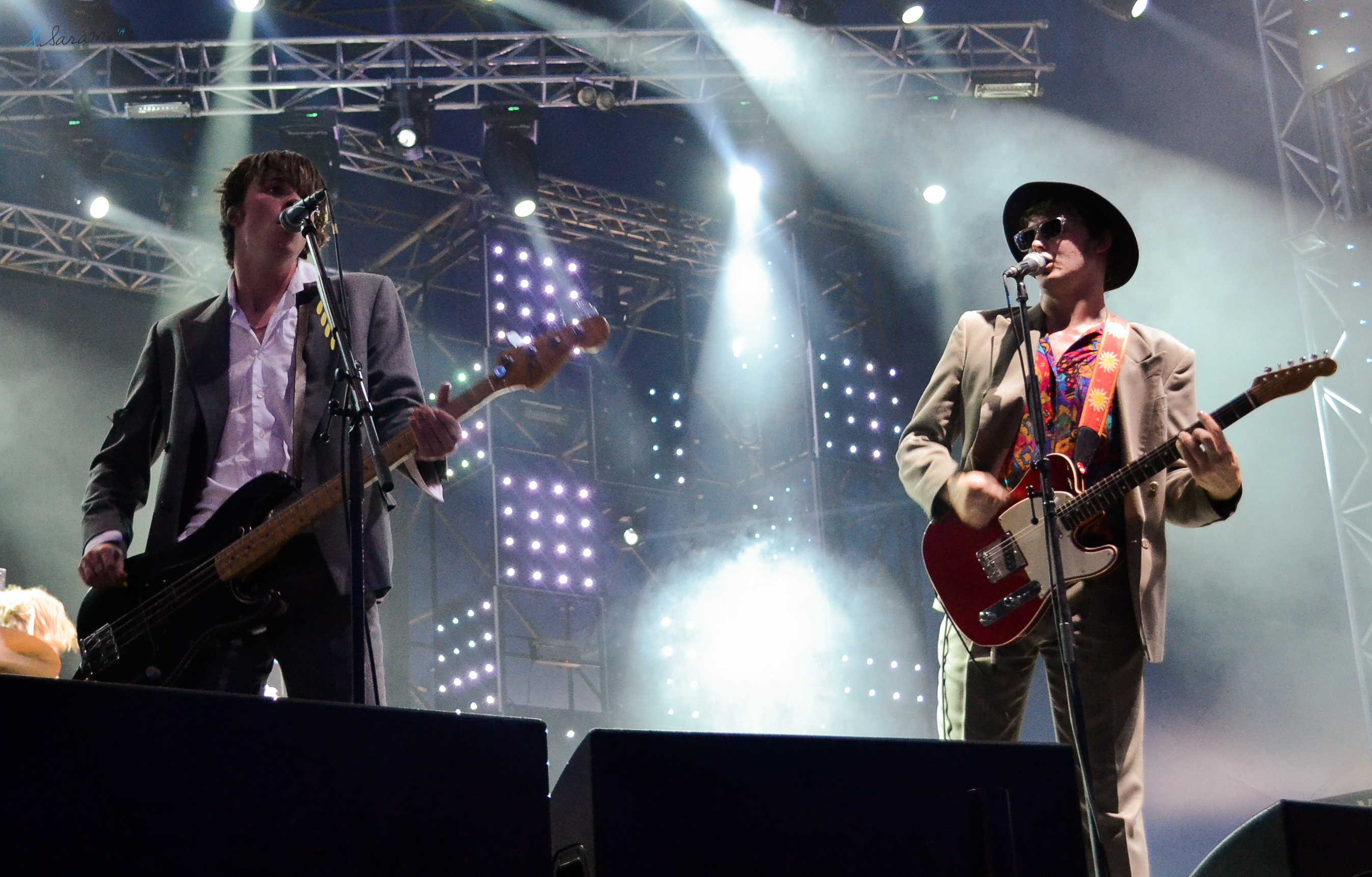
Palma Violets (2014)

Durch erste Konzerte in London und Umgebung machte man zwischen 2011 und 2012 schnell einige Plattenlabels auf sich aufmerksam und entschied sich, einen Vertrag bei Rough Trade zu unterschreiben. Im Oktober 2012 wurde die zu dem Zeitpunkt relativ unbekannte Band – ohne eine größere Zahl an Single- oder gar Albumveröffentlichung vorweisen zu können – von der britischen Musikzeitschrift New Musical Express auf dem Cover der Print-Ausgabe abgedruckt und „zur besten Rockband Englands“ erklärt.
Daraufhin begann die dadurch praktisch über Nacht bekannt gewordene Band mit den Arbeiten an ihrem Debütalbum 180, das am 25. Februar 2013 erschien und Platz 11 der Albumcharts im Vereinigten Königreich erreichte, wo es sich vier Wochen hielt. Es stieg außerdem in den schweizerischen Charts auf Platz 98 und in den schwedischen Charts auf Platz 52 ein. Die bereits zwei Monate zuvor ausgekoppelte Single Best of Friends wurde 2013 vom New Musical Express in der ersten Ausgabe des Jahres zur NME Single of the Year 2012 ernannt. Darüber hinaus wurde das Studioalbum von der nationalen und internationalen Fachpresse zwar mit gemischten Rezensionen, aber dennoch überwiegend positiv rezipiert. So schrieb Frank Sawatzki für Die Zeit, dass durch 180 „weder eine Rock’n’Roll-Sensation geboren noch das nächste Lied für den Kanon entdeckt“ wurde, während Deborah Katona von laut.de dafür plädierte, Palma Violets das sein zu lassen, „was sie sind: Eine junge Band mit Potential und ganz spannenden Ideen und Spielspaß für die Zukunft“. Über die Arbeiten an ihrem Debütalbum sagt die Band selbst:

„Es ist schrecklich, wir hassen es. Mal ehrlich, das Studio ist nicht der lustigste Ort der Welt – die Bühne, live spielen, das ist es.“

Im Anschluss an die Veröffentlichung trat die Band 2013 und 2014 auf einer Vielzahl von britischen und europäischen Festivals auf, in Deutschland beispielsweise bei den Schwesterfestivals Rock am Ring und Rock im Park, und ging zusammen mit anderen englischen Indie-Rock-Bands, unter anderem Childhood und Baby Strange, auf die Rattlesnake Rodeo Tour. Bei den oft sehr wilden und ausgelassenen Auftritten der Band kam es immer wieder zu Ausschreitungen.

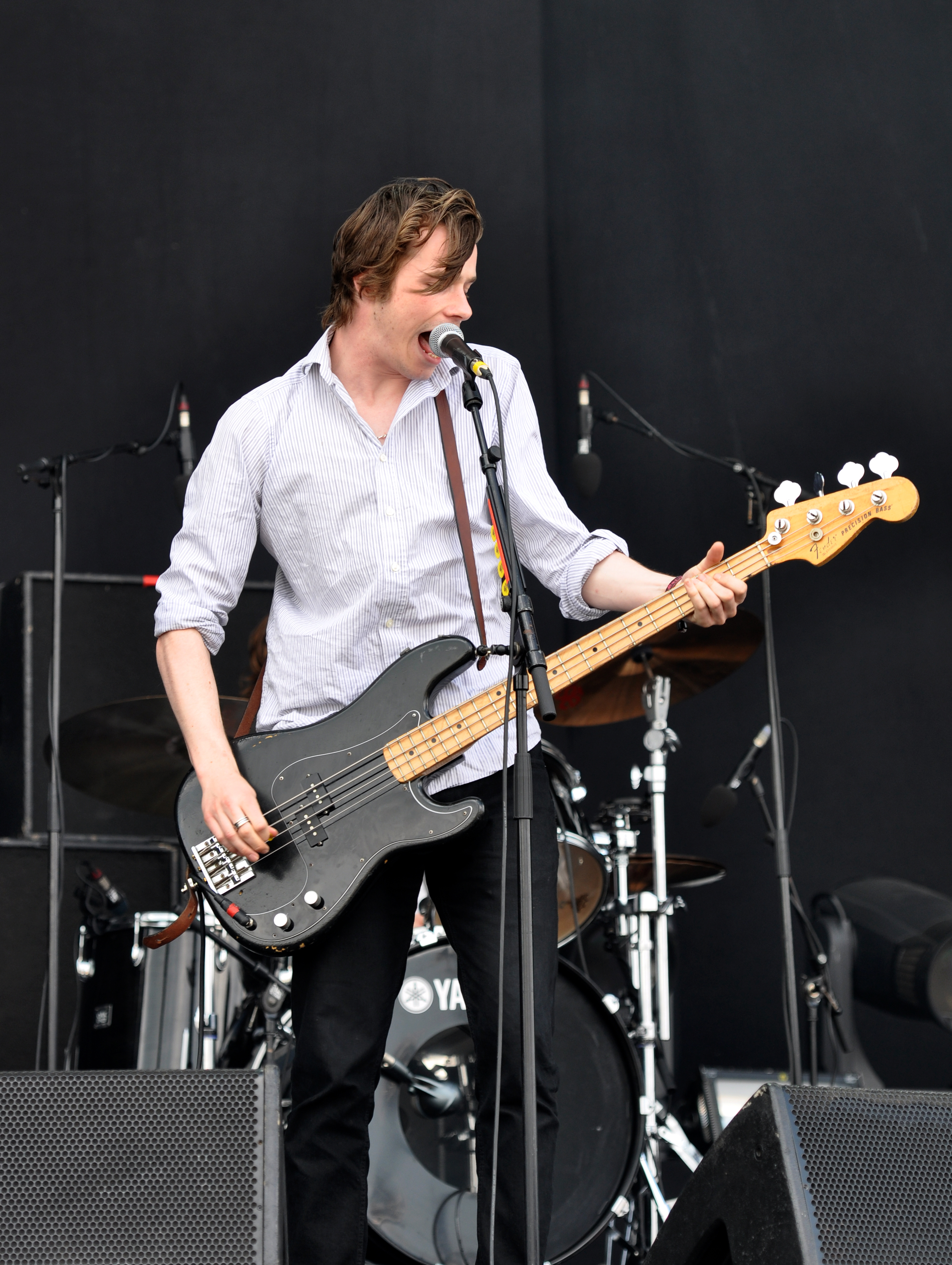
Samuel Thomas Fryer (Gesang, Gitarre)
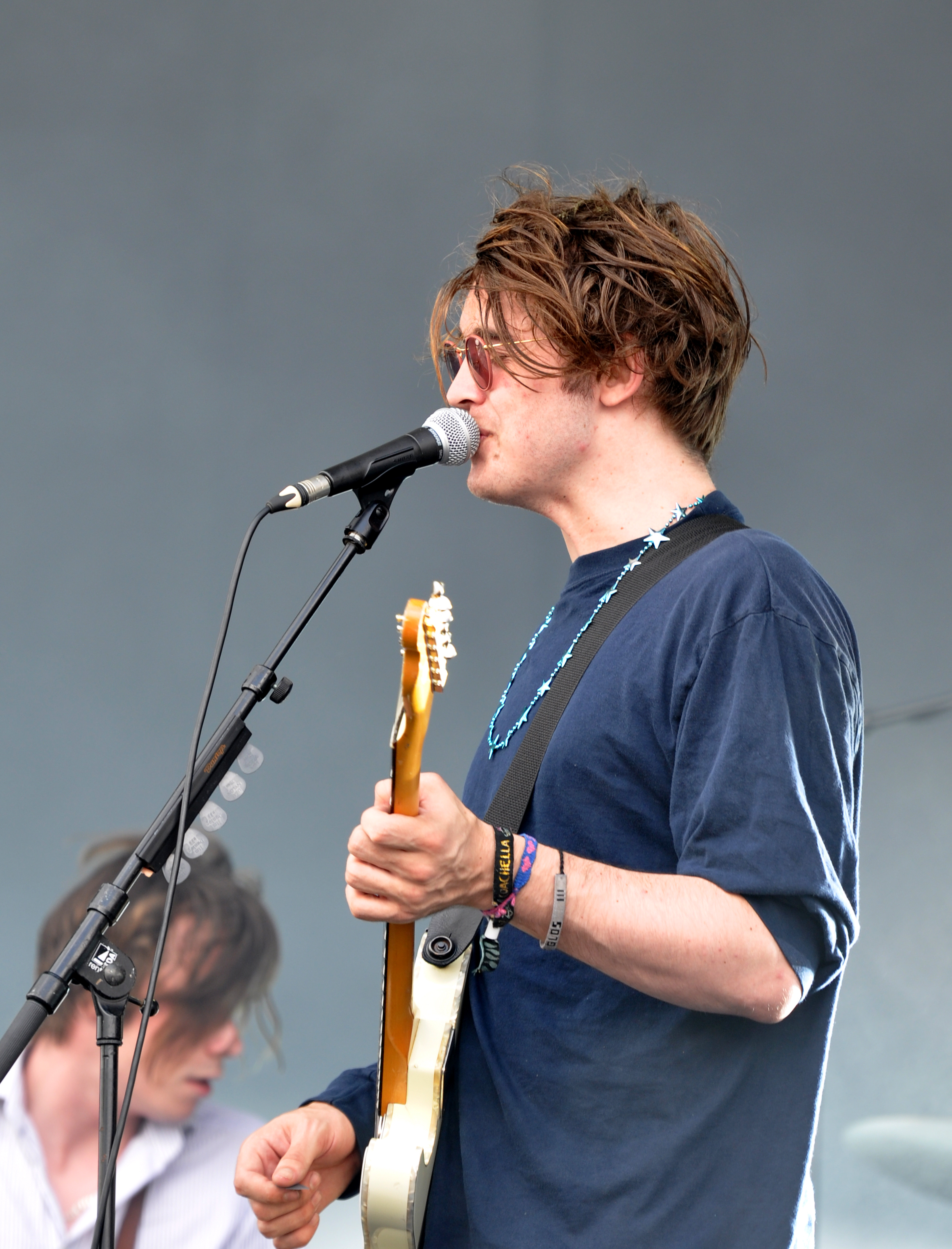
Alexander „Chilli“ Jesson (Gesang, E-Bass)
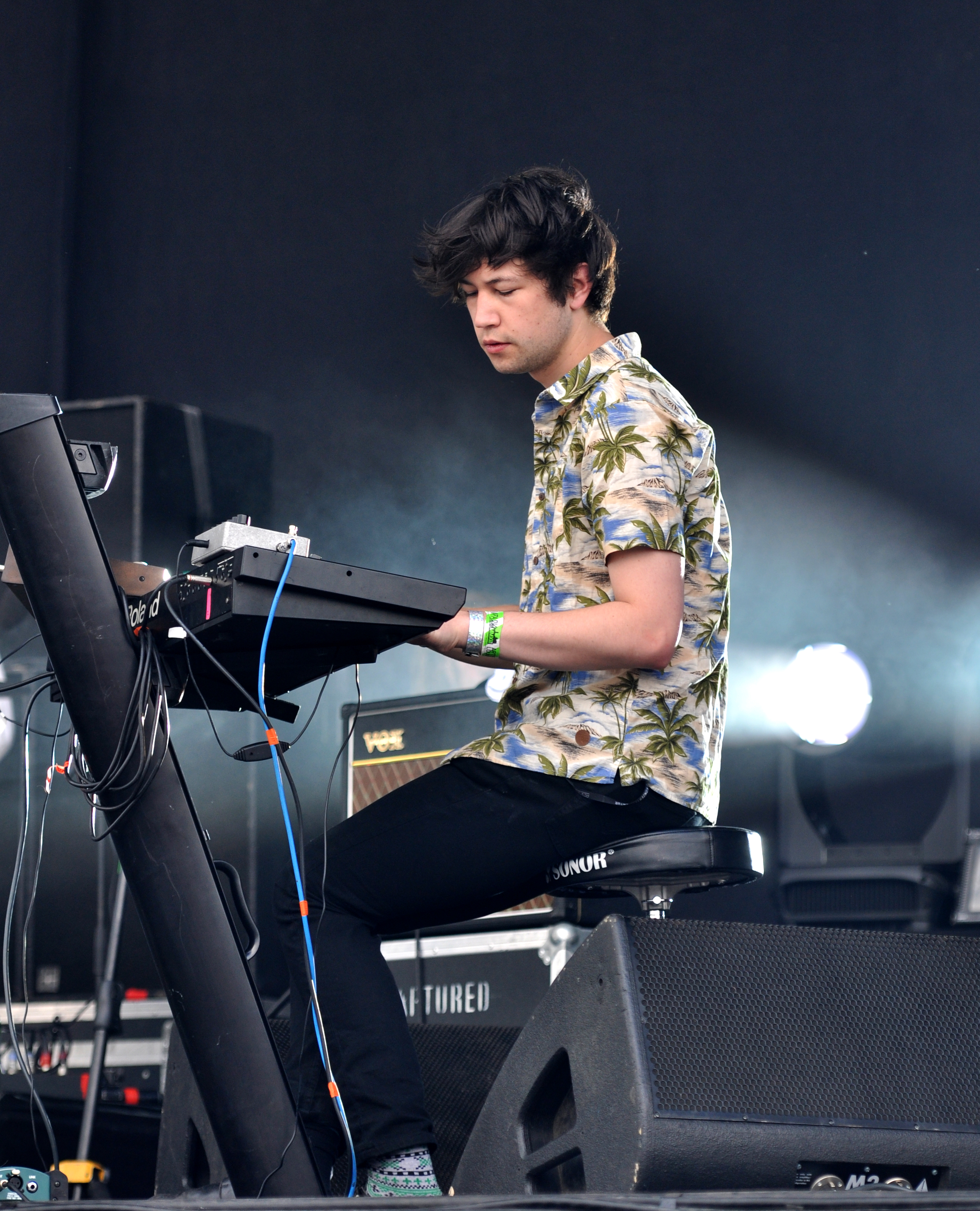
Jeffrey Peter Mayhew (Keyboard)
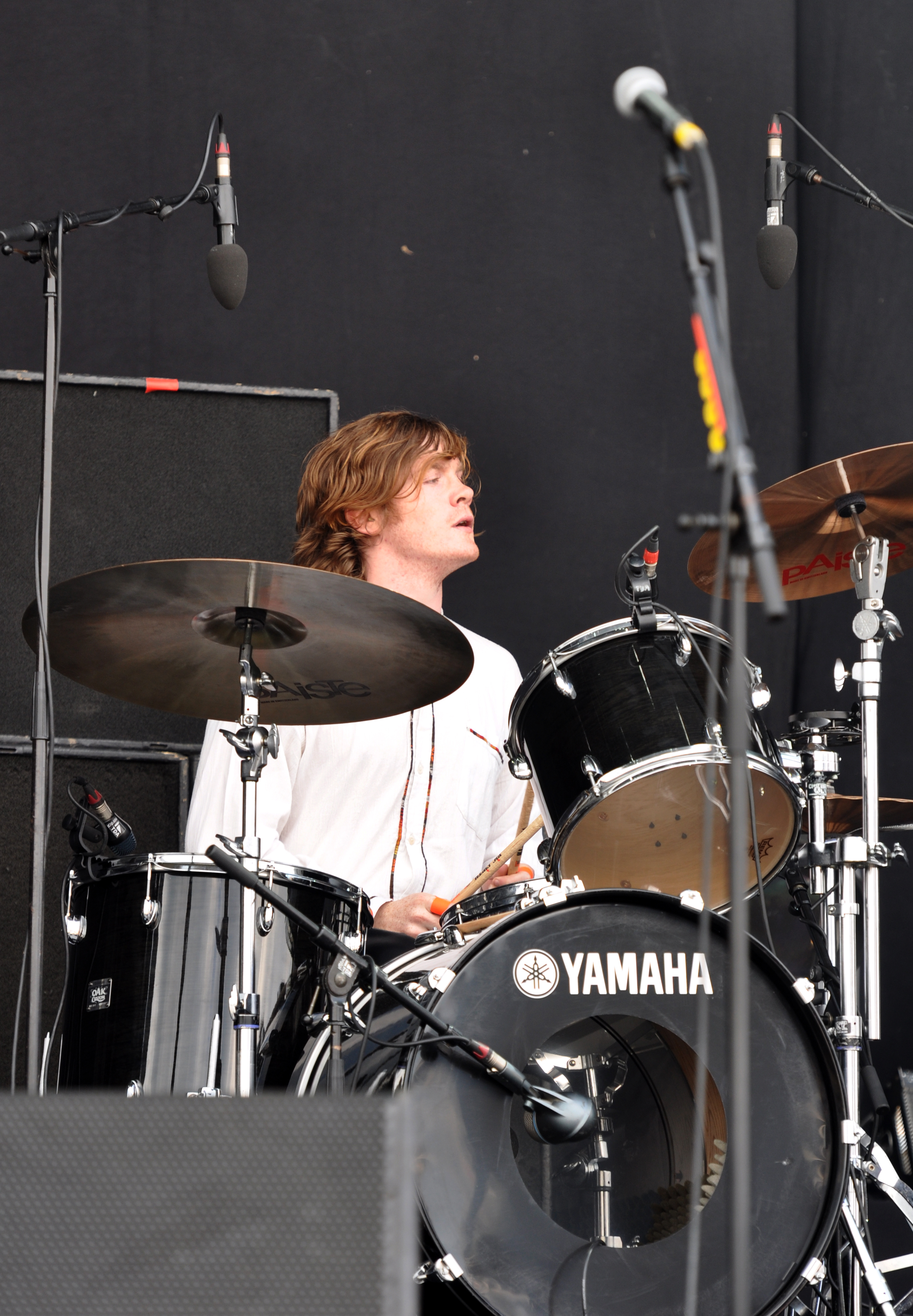
William Martin Doyle (Schlagzeug)

### 2015–2018: Zweites Studioalbum und Trennung
Im Zuge der zwei vorangehenden Jahre, in denen die Band aufgrund unzähliger Auftritte im In- und Ausland praktisch ununterbrochen zusammen reiste und lebte, war die Beziehung zwischen den einzelnen Mitgliedern stark angeschlagen, weswegen man sie für einige Zeit auf einen abgelegenen walisischen Bauernhof schickte. Dort begannen sie mit den Schreibarbeiten an ihrem zweiten Studioalbum Danger in the Club, das am 5. Mai 2015 veröffentlicht wurde. Es wurde von John Leckie produziert, der als Autor der meisten darauf enthaltenen Titel mitverantwortlich für eine starke stilistische Weiterentwicklung der Band gemacht wurde. Danger in the Club stieg auf Platz 25 der britischen Albumcharts ein. Mit der limitierten Single Last Christmas on Planet Earth veröffentlichte die Band am 11. Dezember 2015 außerdem ein Weihnachtslied und den letzten physischen Tonträger vor der Trennung.
Nachdem Palma Violets Anfang des Jahres 2016 ihre letzten Live-Auftritte gespielt hatte, wurde es lange still um die Band, die zuvor über Social Media regelmäßigen Kontakt zu ihren Fans pflegte. Auch in der Fachpresse äußerte man ab Herbst 2016 Gerüchte, nach denen sich die Band im Laufe des Jahres aufgelöst haben könnte. Erst 2018 gab man offiziell bekannt, dass die Bandmitglieder seit zwei Jahren getrennte Wege gehen und in verschiedenen neuen Formationen spielen.

## Diskografie
Studioalben

| Jahr | Titel Musiklabel               | Höchstplatzierung, Gesamtwochen, AuszeichnungChartplatzierungen (Jahr, Titel, Musiklabel, Platzierungen, Wochen, Auszeichnungen, Anmerkungen) | Höchstplatzierung, Gesamtwochen, AuszeichnungChartplatzierungen (Jahr, Titel, Musiklabel, Platzierungen, Wochen, Auszeichnungen, Anmerkungen) | Anmerkungen                            |
| Jahr | Titel Musiklabel               | CH | UK | Anmerkungen                            |
| ---- | ------------------------------ | --- | --- | -------------------------------------- |
| 2013 | 180 Rough Trade                | CH98 (1 Wo.)CH | UK11 (4 Wo.)UK | Erstveröffentlichung: 25. Februar 2013 |
| 2015 | Danger in the Club Rough Trade | CH—CH | UK25 (1 Wo.)UK | Erstveröffentlichung: 5. Mai 2015      |